# 人魔 (小說)
《人魔》（英語：Hannibal）是美國犯罪小說作家湯瑪斯·哈里斯的代表作之一，首版於1999年發行，是以漢尼拔·萊克特為主角的第三部小說，以克麗絲·史達琳為主角的第二部小說。故事發生於小說《沉默的羔羊》中的事件七年之後，漢尼拔·萊克特需要應對他的一名受害者馬森·維傑的瘋狂報復。小說改編的同名電影《人魔》於2001年上映，由雷利·史考特執導。NBC電視劇《雙面人魔》第二季和第三季借鑒並改編了小說中的諸多情節。

## 劇情概要
格斃野牛比爾7年後，FBI女探員克麗絲·史達琳正因為一次慘烈的任務而面臨壓力，上司克倫德百般刁難她。食人魔汉尼拔·莱克特持續在逃，曾受他所害的豪門長男馬森·維傑不惜代價想抓他報仇。義大利的帕齊探長發現萊克特在當地偽裝，於是通報馬森意圖領賞，結果在抓捕過程中慘死在萊克特手中。
帕齊的死讓萊克特不得不再度轉移陣地。萊克特再度犯案，史達琳於是開始著手調查，揣摩萊克特的習性後設好了相關的情報網。馬森收買了克倫德，要他在必要時讓史達琳無法插手。萊克特安穩地來到美國，在買要送史達琳的中意名酒時，酒舖根據史達琳的要求將客人資訊回報給FBI。克倫德先一步看到情報，於是通知馬森。
在馬森的要求下，克倫德用偽證解除史達琳的職務。馬森雇用的殺手跟蹤萊克特，將他綁架時卻被史達琳目擊。萊克特被帶到維傑家族的農場，即將被餵給馬森安排的食人豬。這時史達琳趕到，將萊克特救下，但卻中毒倒地。萊克特擺平馬森的手下，馬森的妹妹馬嘉則殺害了馬森。
萊克特將史達琳救到他的住處，用心理的方式結合精神藥物對待她，希望她能成為他在無數惡夢中憶起、不時思念的亡妹梅絲嘉。史達琳在萊克特的暗示下解決了內心的糾葛，再加上精神藥物的作用，使她如獲新生。萊克特殺死克倫德後，史達琳主動向萊克特袒露乳房。兩人於是遠走高飛，過著戀人的生活，結尾萊克特已漸漸能忘卻梅絲嘉的死。

## 書目資料

### 中譯本
| 書名 | 出版社     | 出版日期                                    | 叢書    | ISBN               | 格式   | 頁數  | 來源  |
| ---- | ---------- | ------------------------------------------- | ------- | ------------------ | ------ | ----- | ----- |
|      | 皇冠文化   | 2001年2月17日（香港） 2001年2月23日（臺灣） | JOY(13) | ISBN 957-33-1774-5 | 平裝書 | 432頁 | [ 5 ] |
|      | 譯林出版社 | 2013年                                      |         | ISBN 9787544733946 | 平裝書 | 423頁 | [ 6 ] |

## 資料來源
1. ↑  . Time Out Film Guide.   [2007-04-16]. （原始内容存档于2004-12-28）.
2. ↑  Mattram, James; Al Kehoe. . BBC. 2001  [2007-06-07]. （原始内容存档于2015-09-25）.
3. ↑  Ausiello, Michael. . TVLine. 2014-01-20  [2014-01-21]. （原始内容存档于2020-11-12）.
4. ↑  Hibberd, James. . Entertainment Weekly. 2014-01-31  [2014-01-31]. （原始内容存档于2015-01-12）.
5. ↑  . 博客來.   [2021-12-05]. （原始内容存档于2021-12-05） （中文（臺灣））.
6. ↑  . 博客來.   [2021-12-05]. （原始内容存档于2021-12-05） （中文（臺灣））.